# Opération Lorraine
Guerre d’Indochine
Batailles
- Opération Masterdom
- Bataille de Hanoï
- Opération Léa
- Bataille de Phu Tong Hoa
- Bataille de la RC 4
- Bataille de Vĩnh Yên
- Bataille de Mao Khê
- Bataille de Nghia Lo
- Bataille de Hòa Bình
- Opération Lorraine
- Bataille de Na San
- Bataille de Muong Khoua
- Opération Atlante
- Opération Camargue
- Opération Hirondelle
- Opération Brochet
- Opération Mouette
- Opération Castor
- Bataille de Diên Biên Phu
- Opération D
- Bataille du col de Mang Yang
- Extension au Laos

L’opération Lorraine est une opération militaire française de la guerre d'Indochine qui se déroule du 28 octobre au 14 novembre 1952 pendant la mise en place du camp retranché de Na San. L'objectif de celle-ci était double : attirer les forces Viet Minh présentes en pays thaï afin d'alléger la mise en place du dispositif et anéantir ses bases logistiques. L'opération est une réussite mais son démantèlement fait l'objet d'embuscades meurtrières dans les rangs des groupes mobiles.

## L’opération Lorraine

### Circonstances
Depuis que la Chine communiste de Mao Zedong a vaincu les troupes de Tchang Kaï-chek en 1949, le Viet Minh dispose d'une aide logistique et de centres d'entrainement qui lui ont permis de transformer son armée et ses méthodes de combat. Ainsi, à partir de fin 1949, la guerre militaire succède aux opérations de guérilla menées jusqu'ici.
La bataille de la RC 4 sème la panique au sein de l’état-major et du gouvernement français. Le général de Lattre de Tassigny est alors envoyé en Indochine pour redresser la situation. Dès son arrivée il doit s'opposer aux desseins du général Vo Nguyên Giap qui souhaite s'emparer du delta du Tonkin mais qui est défait à quatre reprises lors des batailles de Vĩnh Yên (janvier 1951), de Mao Khê (mars 1951), du Day (mai 1951) et de Hoa Binh (novembre 1951 à février 1952).
À l'automne 1952, Giap change de stratégie : il délaisse le delta et lance une offensive en pays thaï pour s'assurer l'accès vers le sud. Lorsque Nghia Lo tombe le 18 octobre, le général Salan, qui remplace de Lattre à la tête de l'armée en Indochine, décide d'affronter les troupes Viet Minh à Na San.

### Chronologie des événements

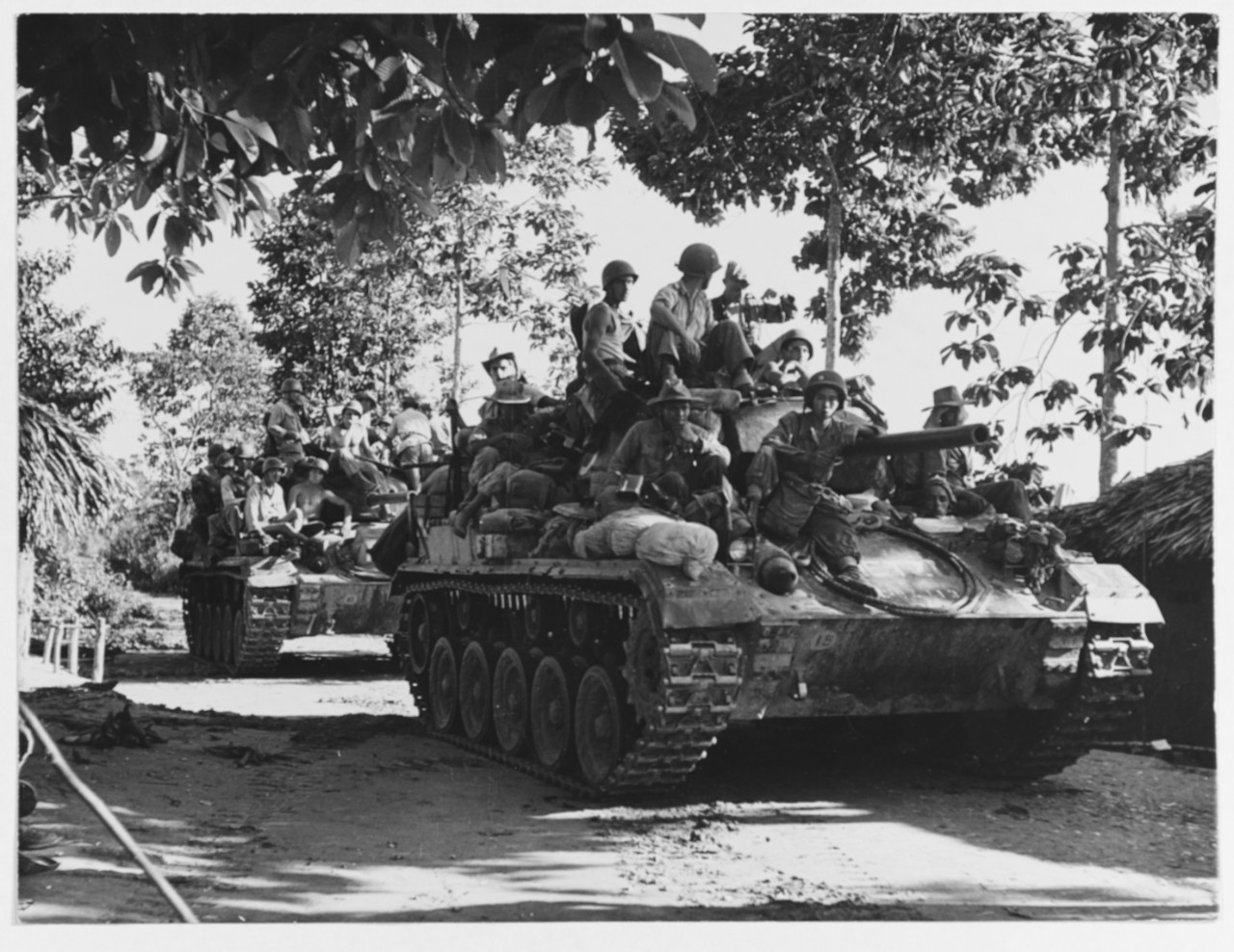
Des chars légers M24 Chaffee durant l'opération Lorraine.

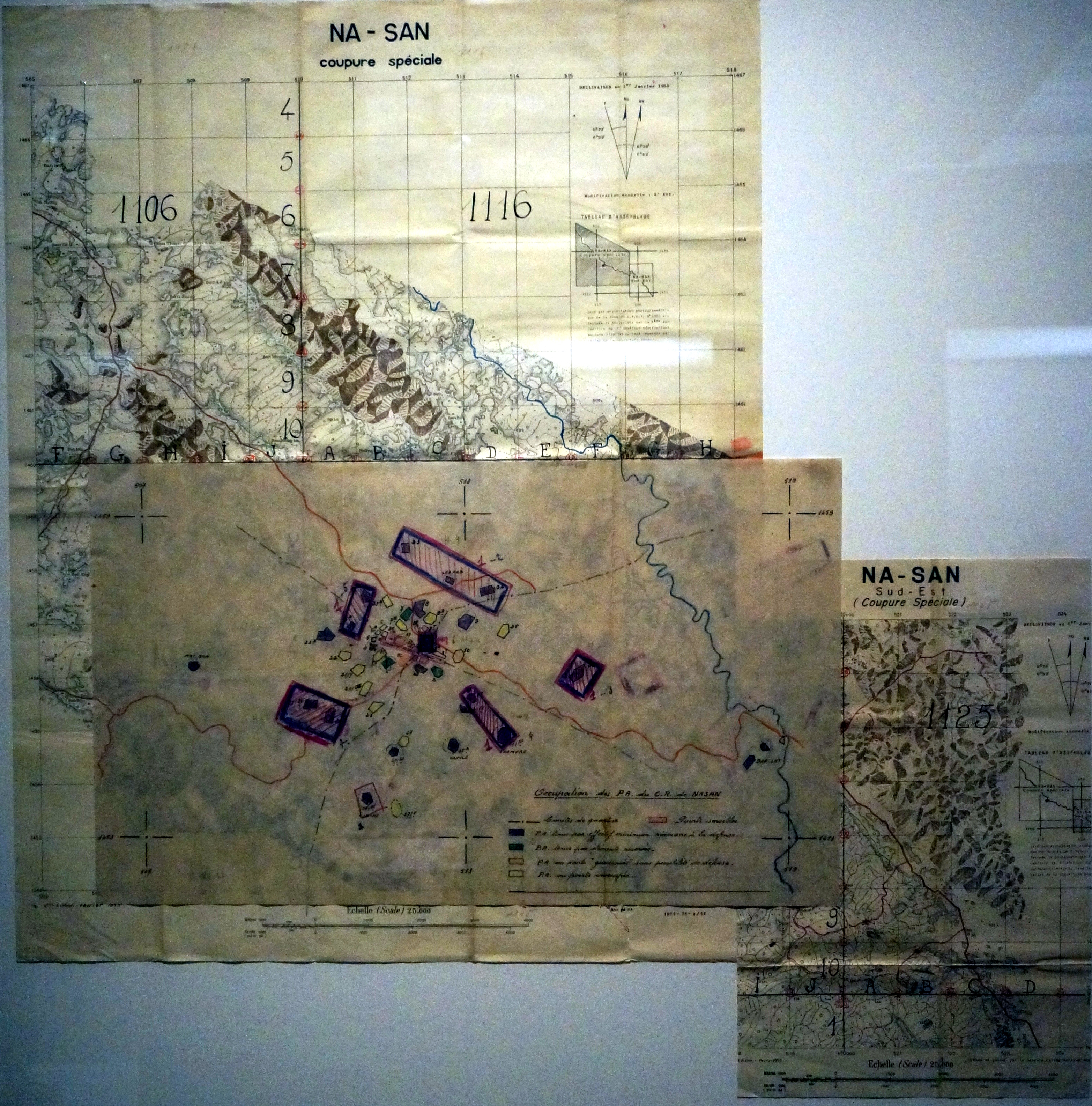
Carte de Na San et des points forts.

## Les forces en présence

### Forces françaises

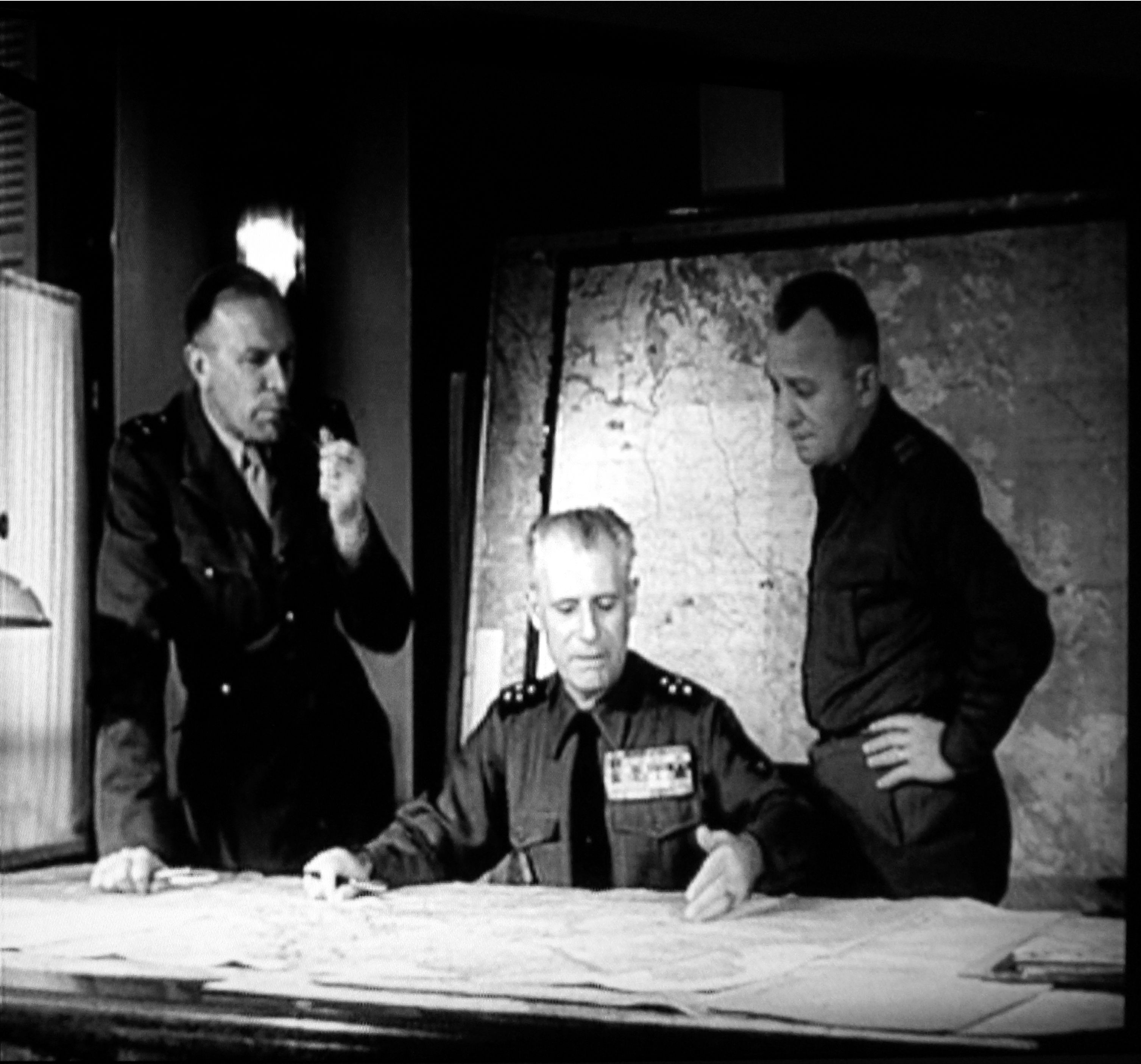
Salan à son PC.

- GAP 1 du colonel Ducournau
  - 1er BEP commandant Brothier
  - 2e BEP commandant Bloch
  - 3e BPC capitaine Bonnigal

- GM 1 du colonel de Boisredon
- GM 3 du colonel Moneglia
- GM 4 du colonel Kergaravat
  - bataillon de marche indochinois
  - 2e bataillon du 2e REI
  - 4e bataillon de marche du 7e RTA

### Forces Việt Minh
- TD 176
- TD 36 (de la division 308)

## Sources et bibliographies
- Jacques Dalloz, Dictionnaire de la guerre d'Indochine, Armand Colin - 2006 -  (ISBN 2-200-26925-0).
- Jacques Favreau et Nicolas Dufour, Nasan - La victoire oubliée éditions Economica, 2009 -  (ISBN 978 2 7178 3940 1).
- Pierre Labrousse, La méthode Vietminh : Indochine, 1945-1954, Paris : Charles Lavauzelle, 1996.  (ISBN 978-2702503874).
- Erwan Bergot, Indochine 52-53, éditions Presses de la Cité, 1990 -  (ISBN 2 258 03172 9)
- Raoul Salan, Mémoires - Fin d'un empire (Tomes 1 à 4), éditions Presses de la Cité, 1970.